# Ethan Mitchell
Ethan Mitchell (Auckland, 19 februari 1991) is een Nieuw-Zeelands baanwielrenner gespecialiseerd in de sprintonderdelen. 
Mitchell werd in 2009 Wereldkampioen bij de junioren in de teamsprint. Bij de Elite won hij samen met Eddie Dawkins en Sam Webster de teamsprint tijdens de Wereldkampioenschappen baanwielrennen in 2014, 2016 en 2017. Mitchell nam deel aan de Gemenebestspelen van 2010, 2014 en 2018 hij won tijdens deze spelen in totaal drie medailles waarvan twee gouden. Mitchell nam deel aan de Olympische Zomerspelen van 2012 en 2016, in 2016 won hij een zilveren medaille op de teamsprint.

## Palmares
| Jaar     | N-ZK                | OK                  | WK                  | Overig                                           |
| Junioren | Junioren            | Junioren            | Junioren            | Junioren                                         |
| -------- | ------------------- | ------------------- | ------------------- | ------------------------------------------------ |
| 2007     |                     | teamsprint          |                     |                                                  |
| 2008     |                     |                     |                     |                                                  |
| 2009     |                     |                     | teamsprint          |                                                  |
| Elite    |                     |                     |                     |                                                  |
| 2009     |                     | teamsprint          |                     |                                                  |
| 2010     | teamsprint · sprint | teamsprint          |                     | Gemenebestspelen: teamsprint                     |
| 2011     |                     | teamsprint          |                     |                                                  |
| 2012     | sprint              | teamsprint          | teamsprint          | Olympische Zomerspelen: 5e teamsprint            |
| 2013     | teamsprint          |                     | teamsprint          | WB Aguascalientes: teamsprint                    |
| 2014     | keirin              |                     | teamsprint          | Gemenebestspelen: teamsprint                     |
| 2015     |                     | teamsprint          | teamsprint          |                                                  |
| 2016     | sprint              | teamsprint          | teamsprint          | Olympische Zomerspelen: teamsprint               |
| 2017     | teamsprint · sprint | teamsprint · sprint | teamsprint · sprint | WB Los Angeles: teamsprint WB Milton: teamsprint |
| 2018     |                     | teamsprint          |                     | Gemenebestspelen: · teamsprint · sprint          |
| 2019     | sprint · teamsprint | teamsprint          |                     | WB Cambridge: teamsprint                         |
| 2020     | sprint              |                     |                     |                                                  |